# Gazapo (novela)
Gazapo es una novela escrita por Gustavo Sainz en 1965. Fue la primera novela escrita por su autor, y publicada en la Serie del volador de la editorial Joaquín Mortiz.

## Contexto
Gazapo se publicó a mediados de los años 60, en una época en el que autores como José Agustín (con La tumba, De perfil) o Parménides García Saldaña (El rey criollo) realizaban diversos experimentos estilísticos en su elaboración e integraron aspectos como el uso del lenguaje de la juventud de clase media y baja de esa época. Margo Glantz, en su definición de Literatura de la onda, consideró que tanto De perfil como Gazapo constituyeron dos ejemplos de rompimiento entre las formas anteriores y el estilo de esta corriente considerada por entonces contracultural.